# Bartolomé María de las Heras
Bartolomé María de las Heras Navarro (Carmona, 24 de abril de 1743 - Madrid, 5 de septiembre de 1823). Sacerdote y abogado español. Fue obispo del Cuzco y 17.º arzobispo de Lima. Al producirse la guerra de la independencia, se mostró contrario a la insurgencia, aunque de manera serena y sin extremismos. Ocupada Lima por el Ejército Libertador, optó por permanecer en la ciudad, pues consideró que lo más importante era continuar su labor pastoral en su arquidiócesis. Fue uno de los firmantes de la Declaración de la Independencia y acompañó al general José de San Martín en la proclamación solemne de la misma. Ello no impidió que defendiera férreamente los fueros de la Iglesia católica. Acosado por el partido antiespañol encabezado por el ministro Bernardo Monteagudo, regresó a España en 1822. Falleció poco después.

## Educación y primeros cargos
Nacido en Andalucía en 1743, estudió en la Real Universidad de Toledo y se graduó de doctor en Leyes y Cánones. Se recibió de abogado en el Colegio de Jesuitas de Sevilla. En la Corte de Madrid fue predicador de los príncipes e infantes, examinador sinodal de la capilla real, y vicario de los ejércitos españoles.
Marchó a América, con el nombramiento de deán del Cabildo Eclesiástico de Huamanga, en el virreinato del Perú, a donde llegó en 1787. Pero entró en disputa con el obispo Francisco López Sánchez y no quiso asumir el deanato, por lo que debió ir a Lima para presentar su caso ante el arzobispo. El asunto fue llevado ante el mismo rey, que dispuso su traslado, con el mismo cargo, a la sede episcopal de La Paz (1788).

## Obispo de Cuzco
Permaneció poco tiempo en La Paz, pues el 12 de septiembre de 1789 fue nombrado obispo de Cuzco. Fue consagrado en Arequipa por el obispo Pedro José Chávez de la Rosa, el 10 de octubre de 1790, y tomó posesión de su sede en el mes siguiente.
Rigió el obispado del Cuzco durante quince años. Entre sus acciones destaca la elaboración de un nuevo plan de estudios para el Seminario de San Antonio Abad, fundada oficialmente una cátedra de derecho civil y canónico. Fue muy generoso en dar limosnas, tanto para el mantenimiento de los hospitales, como para las reparaciones o construcciones de templos. Visitó tres veces su extensa diócesis. Promovió la creación en Sicuani de un hospital para ambos sexos, que fue bautizado como Gil de Taboada, en honor al virrey del Perú.
Su notable labor en la diócesis cuzqueña hizo que el rey lo propusiera como arzobispo de Lima, el 25 de noviembre de 1805.

## Arzobispo de Lima
Hizo su entrada en Lima el 18 de noviembre de 1806. Se preocupó por la mejora de la enseñanza en el Seminario Conciliar de Santo Toribio, haciendo que adoptara el mismo plan de estudios que tenía el Real Convictorio de San Carlos. También compró de su peculio una casa que estaba al lado del edificio del seminario, para que este fuera ampliado, entregando las obras de refacción al afamado arquitecto Matías Maestro.
Apoyó al gobierno del virrey José Fernando de Abascal en sus obras en favor del mejoramiento de la ciudad de Lima, entre ellas, la construcción del Cementerio General de Lima en 1808, pues hasta entonces los muertos eran sepultados dentro de los recintos de las iglesias. También hizo un gran donativo para la implementación del Colegio de Medicina de San Fernando.
En 1809 inició la visita pastoral al inmenso territorio de su arquidiócesis. Anualmente donaba 30 000 pesos a favor de los pobres. Junto con el cabildo, tanto el eclesiástico como el civil, pidió al rey el restablecimiento de la Compañía de Jesús en todos los dominios hispanoamericanos. Hizo grandes donativos a favor de la lucha contra la invasión napoleónica de España. Era muy estimado por las autoridades y por la misma población. Se solicitó la intercesión del rey ante la Santa Sede para que se le otorgara la dignidad cardenalicia, pero los avatares políticos impidieron que concluyera felizmente dicho trámite.
Fue bajo su gobierno episcopal que estalló la guerra de la independencia del Perú. Durante esa época se mostró, ante todo, firme en defender los fueros de la Iglesia, sin distinciones. En 1814, envió una carta a José Angulo, uno de los líderes de la revolución del Cuzco, pidiéndole que depusiera las armas y obtuviera así el perdón del rey. Asimismo, accedió a las exigencias del virrey Pezuela de entregar las piezas de plata labrada del clero, pero solo las que eran de uso personal, negándose rotundamente a entregar las que se usaban en las ceremonias del culto.
Y cuando los realistas abandonaron la capital, ante la inminente llegada del Ejército Libertador en julio de 1821, no quiso seguirlos y prefirió quedarse. Aunque no simpatizaba con la causa patriota, estaba sin embargo convencido de que debía quedarse en su diócesis para atenderla pastoralmente, sin importar quién gobernara políticamente. El mismo general José de San Martín lo felicitó por esa decisión.

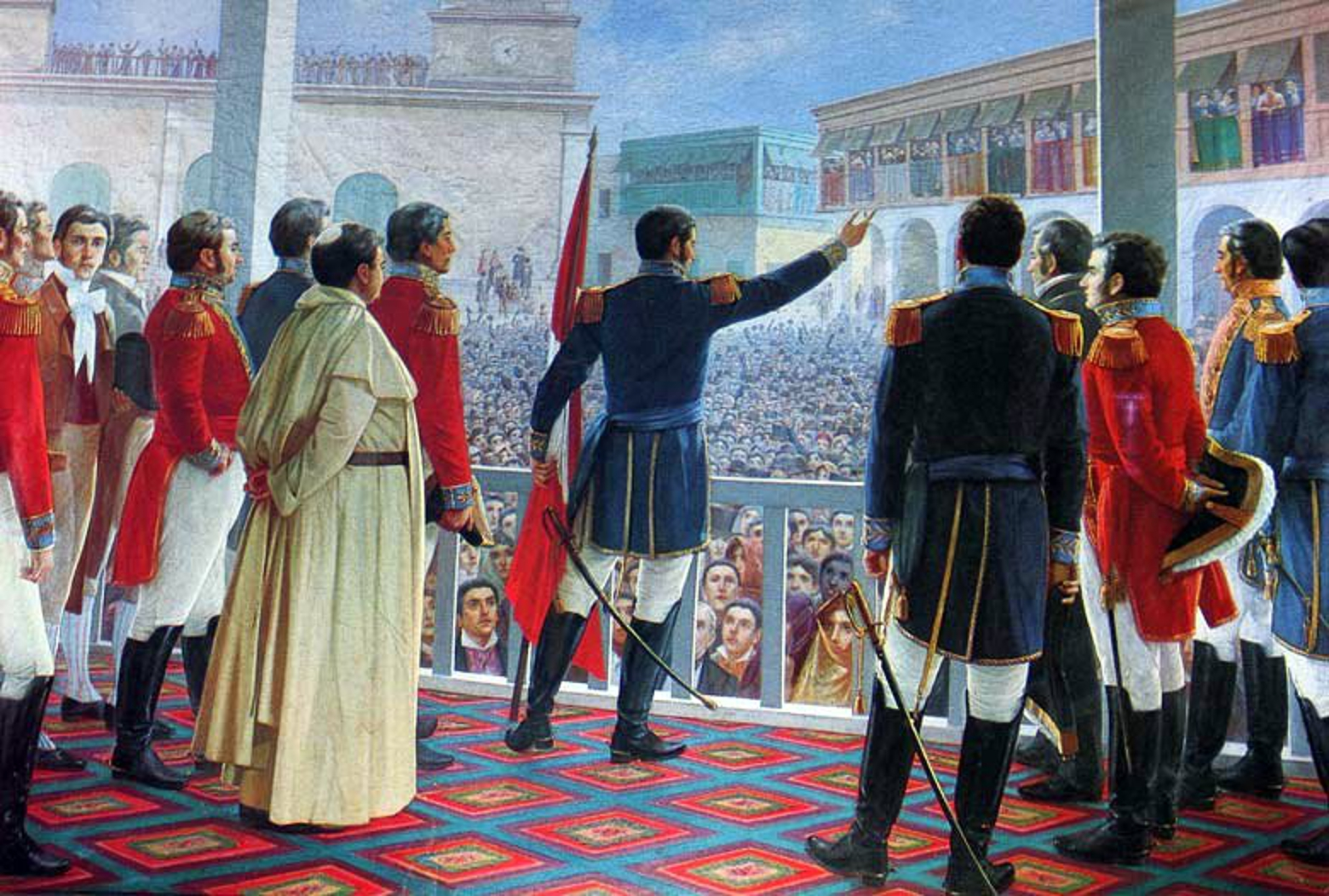
El arzobispo Las Heras estuvo presente en la ceremonia de la proclamación de la independencia del Perú, por el general José de San Martín. Óleo de Juan Lepiani.

Firmó el Acta de Independencia del Perú, que el Cabildo de Lima aprobó en memorable sesión de 15 de julio de 1821, y estuvo presente en la ceremonia de la proclamación de la independencia por el general San Martín, el día 28. Hizo todo lo que pudo por mantener relaciones armónicas con el nuevo régimen, pero cuando el ministro Bernardo de Monteagudo, hispanófobo intransigente, le puso exigencias que en lo eclesiástico resultaban inaceptables, como la clausura de las Casas de Ejercicios (que habían sido convertidas en asilo de nobles españoles), se negó aceptarlas. Cuando se le advirtió que las disposiciones del gobierno tenían carácter de «irrevocables», anunció que prefería renunciar al arzobispado, antes de hacer cumplir tales arbitrariedades.
Así se produjo su ruptura final con el gobierno independentista. El 5 de septiembre de 1821, fue conminado a abandonar Lima en el término de 48 horas y a trasladarse a la población costera de Chancay, donde debía esperar una embarcación que lo llevaría de regreso a España. Tenía entonces 80 años de edad y una precaria salud, por lo que pidió que se le diera pasaporte para Panamá, pues no estaba en condiciones físicas para realizar el viaje por la ruta del Cabo de Hornos. A la postre, no tuvo otra opción sino embarcarse en una nave que siguió esa ruta, con escala en Río de Janeiro. De vuelta a España, se retiró al convento de los Trinitarios Descalzos, en las vecindades de Madrid, donde falleció poco después, siendo enterrado ahí mismo.
Sus escritos, publicados por Pedro de Leturia, son un testimonio valioso sobre la extensión del sentimiento patriótico en su vasta diócesis; de cómo el clero, canónigos y seminaristas, veían con esperanza el fin de la dominación realista y el advenimiento de un régimen independiente.